# На Хапити
На Хапити је ненасељено острвце у саставу атола Нукунону у оквиру острвске територије Токелау у јужном делу Тихог океана. Налази се у јужном делу атола, између острваца Фулумахага и Фатигауху. Прекривено је тропским растињем.